# 高速鐵路線

歐洲鐵路線分布图

高速鐵路線是指一條為容許列車以超過時速200公里特地興建或改建的鐵路線。
重要的考慮因素包括最小曲線半徑必須夠大以容許高速行駛下仍然保持安全和舒適，因此必須去除平交道以減少受車輛或動物影響。